# السرطان 55 e
55 كانكري-إي (بالإنجليزية: 55 Cancri e)‏ هو عبارة عن كوكب خارج المجموعة الشمسية، حيثُ يدور قريباً جِداً من نجمه «55 كانكري-أي» الذي يعتبر نجماً قزماً أصفر يقع في كوكبة كانكري. كتلة الكوكب تقارب 8.63 مرة كتلة الأرض، وقطره حوالي ضعف قطر الأرض، وبالتالي فهو من نوع «الأرض الهائلة». باكتشافه سنة 2004، يعتبر أول أرض هائلة تم اكتشافها، يدور الكوكب حول نفسه مرة كل 18 ساعة، ويحتاج لأقل من يوم أرضي واحد ليكمل دورة حول نجمه، ويبعد عنا زهاء 40 سنة ضوئية.

## تاريخ
كما عديد من الكواكب الخارجية الأخرى، اكتشف الكوكب 55 كانكري-إي سنة 2004 عن طريق دراسة تغيرات السرعة الموجية لنجمه الأم 55 كانكري. وبمراعاة وجود 3 كواكب أخرى في تلك المنطقة سبق اكتشافها، وجد العلماء إشارة قد تدل على وجود كوكب قريب جدا بكتلة 14.2 كتلة أرضية. نفس الشيء استخدم لإثبات وجود الكوكب 55 كانكري-سي.

## خصائص

### درجة الحرارة
لأن الكوكب يدور قريبا جدا من نجمه، سطح 55 كانكري-إي مشتعل باستمرار، وقد تبلغ حرارته ما بين 1648 و 2150 درجة مئوية على السطح.

### الكتلة والمدار

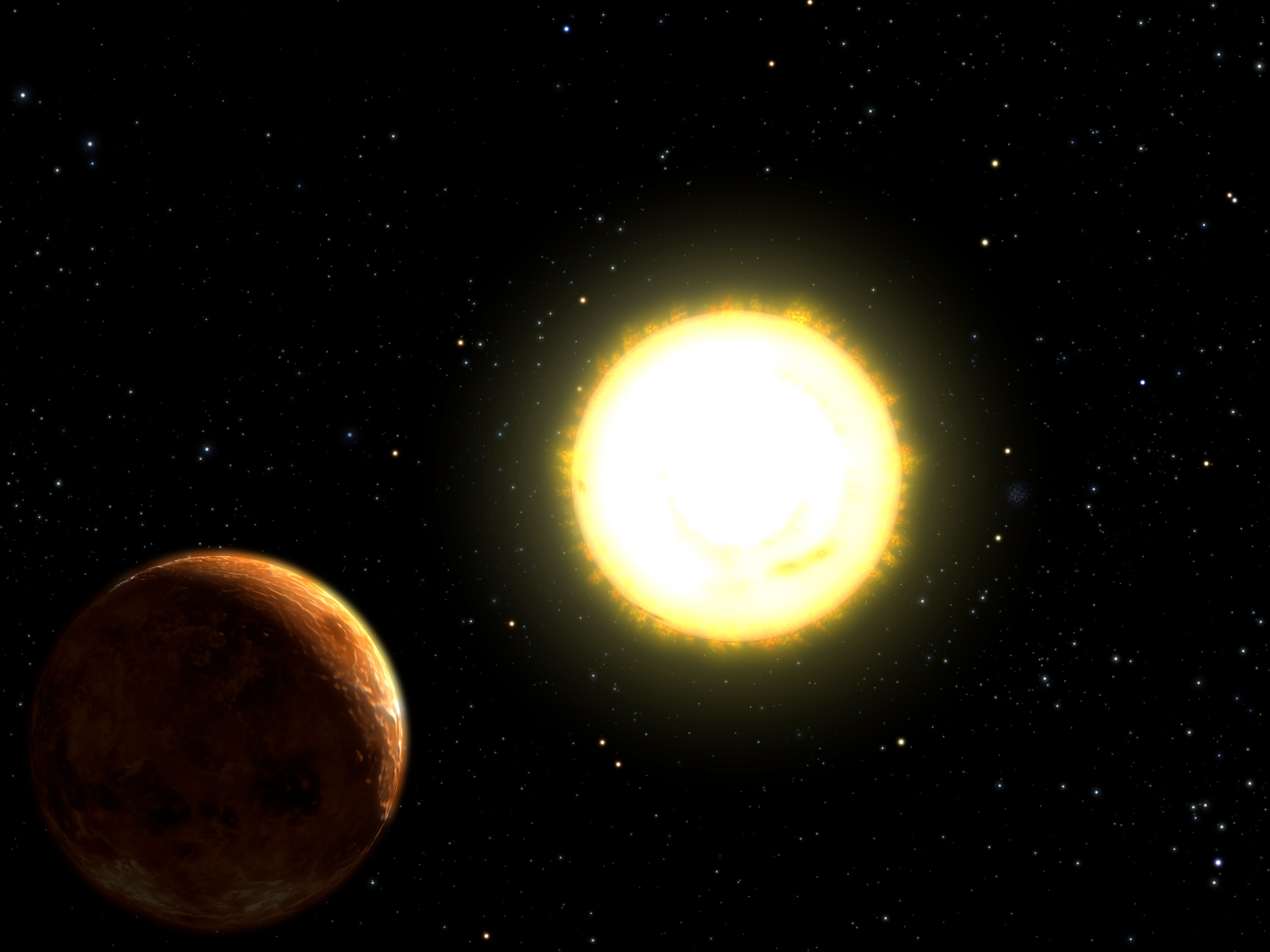
صورة تخيلية ل55 كانكري-إي و هو يدور حول نجمه

تقارب كتلة الكوكب كتلة نبتون (0.03 من كتلة المشتري، أو 8.3 من كتلة الأرض), ويدور حول نجمه مرة كل 17 ساعة و 41 دقيقة. وهو أقرب إلى نجمه من الأرض إلى الشمس ب60 مرة.

### التكوين
بعد عدة دراسات، أيقن العلماء أن الكوكب 55 كانكري-إي مكون غالبا من الحديد والكربون (على شكل غرافيت وألماس) وبعض السيليكون، كما هناك من يرجح بأن الكوكب يتكون من 20% من الماء بشكل مائع فوق حرج.

يعتقد أغلب العلماء أن سطح الكوكب مكون من الألماس والغرانيت، لا الماء والغرانيت.
و تقول بعض الدراسات أن باطن الكوكب كله مكون من الألماس و تقدر قيمته بحوالي 26.9 نونيليون دولار.[بحاجة لمصدر]

### عبور الكوكب
يعتبر الكوكب 55 كانكري-إي أول كوكب خارج المجموعة الشمسية تمكن العلماء من رؤية عبوره الفلكي سنة 2011.